# Patranque

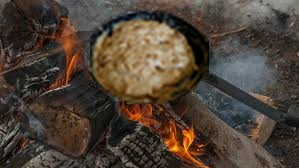
Patranque

Die Patranque  ist ein Gericht aus der Auvergne, genauer aus der Cantal. Dieses Brot-Käse-Gericht besteht aus Cantal oder Salers. 

## Zubereitung
Das alte Brot wird in Milch oder Bouillon eingeweicht. Nach dem Schleudern wird diese Zubereitung in der Pfanne mit Butter und Tome-Käse verarbeitet. Zwiebeln, Knoblauch oder Petersilie können hinzugegeben werden.